# وبستر هال
وبستر هال (به انگلیسی: Webster Hall) یک باشگاه شبانه، محل برگزاری موسیقی و استودیو ضبط در ایالات متحده آمریکا است که در منهتن، نیویورک واقع شده‌است.